# Dampflokomotive Bauart Garratt

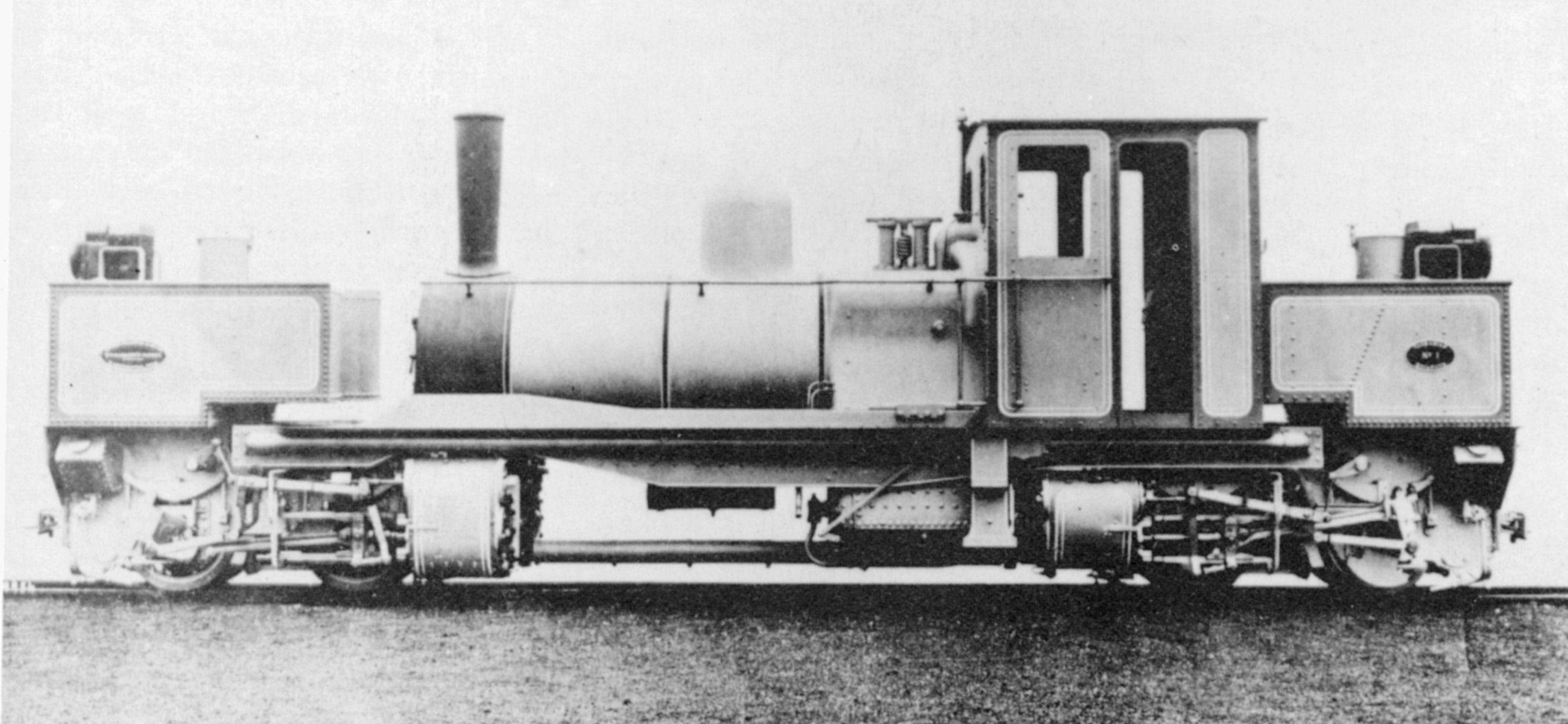
Werkfoto der K1, der ersten Garratt

Die Bauart Garratt ist eine spezielle Bauart von Dampflokomotiven mit zwei separaten Triebwerkseinheiten, die durch einen Brückenrahmen, der Dampfkessel und Führerstand trägt, verbunden sind. Die Garratt-Lokomotive gehört somit zur Gruppe der Gelenklokomotiven.
Der Name Garratt geht auf den Ingenieur Herbert William Garratt zurück, der zusammen mit der Firma Beyer, Peacock & Co. in Manchester diese Bauart der Lokomotiven entwickelte. Die erste Garratt, die TGR-Klasse K der Tasmanian Government Railways, wurde 1909 für die North-East Dundas Tramway in Tasmanien ausgeliefert. Weltweit wurden 1704 Garratt-Lokomotiven gebaut, davon allein 1124 für Afrika.

## Technische Merkmale

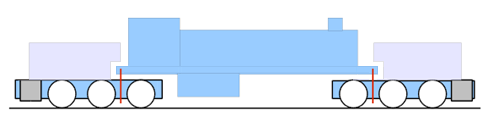
Prinzipieller Aufbau einer Garratt

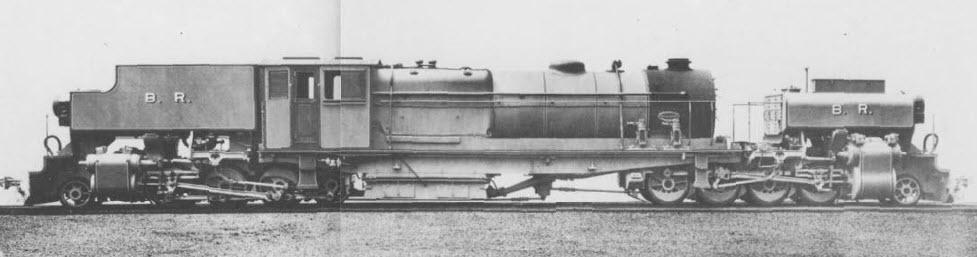
Garratt Class GA II der Burma Railways von Beyer-Peacock, 1927

Die Garratt-Dampflokomotive wurde unter der Anforderung entwickelt, auf Strecken mit leichtem Oberbau und engen Bögen, wie typischerweise bei Schmalspurbahnen, genügend Zugkraft für schwere Züge aufzubringen.
Dazu wurden Garratts mit zwei separaten Fahrwerken mit jeweils eigener Dampfmaschine gebaut. Das vordere Fahrwerk wurde unter einem vorausfahrenden Rahmen mit Wasserkasten montiert, das hintere Fahrwerk unter dem hinteren Tender mit einem weiteren Wasserkasten und dem Brennstoffbehälter. Der Kessel einschließlich des Führerhauses stützte sich auf einem brückenartigen Rahmen mit dessen Enden über Drehzapfen auf den beiden Fahrwerken ab. Wegen dieser Bauweise und aufgrund der dadurch begünstigten tiefen Kessellage können Kessel und Feuerbüchse vollkommen frei und ohne Behinderungen durch Treibräder und Rahmenkomponenten bei thermischen und wartungstechnischen Eigenschaften optimal gestaltet werden:
- Großer Durchmesser, zahlreiche und enge Heizrohre im Überhitzer
- Tiefe Feuerbüchse mit frei zugänglichem Aschkasten
- Allseits gerade Stehkesselwände, dadurch Vorteile bei Herstellung und Wartung
- Niedrige Meterlast durch den Brückenrahmen[1]

Die Bauarten Mallet und Meyer sind bei diesen Merkmalen vergleichsweise im Nachteil. Problematisch ist bei Garratt-Maschinen wegen des Wasserkastens auf dem vorderen Laufwerk der Zugang zur Rauchkammer und zu den Kesselrohren, daher ist entweder der Wasserkasten mit einer Nische zum Ausschwenken der Rauchkammertür versehen oder ein hinreichend großer Abstand zwischen Kessel und dem vorderen Wasserbehälter vorhanden. Auch die Streckensicht des Personals ist konstruktionsbedingt eingeschränkt.
Durch die besonders günstige und thermisch effektive Kesselkonstruktion der Garratt-Bauart, die auch insbesondere bei engen Lichtraumprofilen möglich ist, sowie durch die günstige Verteilung der Masse des Fahrzeugs auf viele Achsen und eine große Länge und nicht zuletzt die verglichen mit anderen Gelenkkonstruktionen hervorragenden Laufeigenschaften wurde die Konstruktion von äußerst leistungsfähigen Maschinen mit geringer Achslast möglich. Besonders bewährten sie sich auf den mit wenig Aufwand gebauten Strecken in den ehemaligen afrikanischen Kolonien. Nachteilig sind die nötigen beweglichen Dampfleitungen und die im Betrieb durch den Brennstoff- und Wasserverbrauch abnehmende Reibungslast, die in dieser Form bei Schlepptenderlokomotiven der Regelbauart nicht auftritt.
Der Erfolg der Garratts sorgte bei Beyer-Peacock für Planungen von Super-Garratts mit jeweils einem Mallet-Triebwerkspaar unter jedem Tender. Das Patent wurde erteilt, die Maschinen kamen allerdings nie über die Planungsphase hinaus.

## Einsatzgebiete

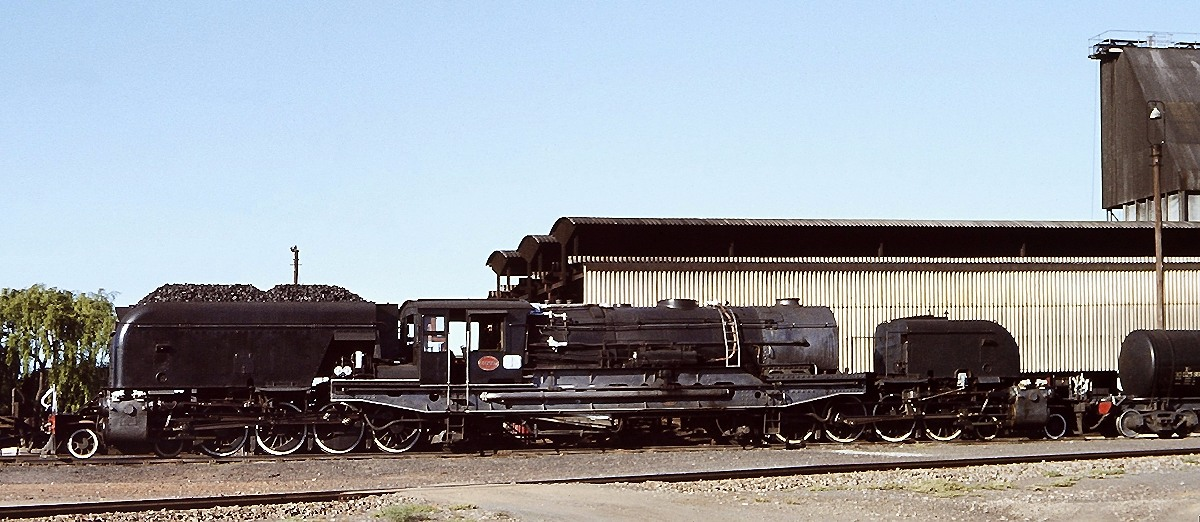
Schwere Garratt vom Typ GMAM im Depot von Oudtshoorn, Südafrika, 1979

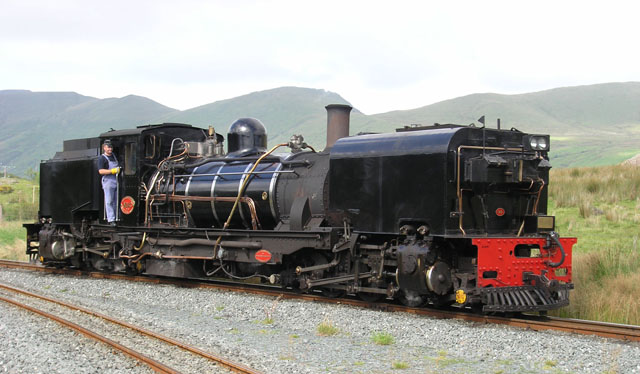
Garratt der Reihe NGG 16 der Welsh Highland Railway

Garratt-Lokomotiven waren vor allem in Afrika, Asien, Australien und Südamerika weit verbreitet. Hauptproduzent war Beyer, Peacock & Co., worauf sich auch die häufig verwendete Bezeichnung Beyer-Garratt erklärt. Unter Lizenz bzw. nach Ablaufen des Patents wurden sie auch von anderen Herstellern gebaut, u. a. bei Henschel & Sohn in Kassel, Cockerill-Sambre in Lüttich, Euskalduna und Babcock & Wilcox in Spanien. Die letzten im regulären Betrieb eingesetzten Garratts verkehrten in Afrika.

### Europa
In Europa gab es nur in Spanien und Großbritannien einen größeren Einsatzbestand unterschiedlicher Garratt-Bauarten. Spanische Bahnen erhielten insgesamt 38 Garratts unterschiedlicher Bauarten. 16 entstanden in meterspuriger Ausführung für vier private Bahnen (acht für die Ferrocarriles de Cataluña, zwei für die Werksbahn der Minas de Riotinto, vier für die Ferrocarril de La Robla und zwei für die Ferrocarril Minero de Sierra Menera). 12 Garratts in Breitspur gingen 1931 an die Compañía del Ferrocarril Central de Aragón und zuletzt 1960/61 zehn Stück für die RENFE. 
In Großbritannien wurden immerhin 33 Garratt-Lokomotiven zwischen 1927 und 1930 von der London, Midland and Scottish Railway (LMS) beschafft und unter der Bezeichnung LMS Garratt im schweren Güterzugverkehr eingesetzt. Zusammen mit einem Einzelexemplar, das Sir Nigel Gresley für die London and North Eastern Railway (LNER) 1925 bauen ließ, wurden die Lokomotiven von British Railways bis Mitte der 1950er Jahre eingesetzt. Vier weitere Garratts kamen in Großbritannien bei Werksbahnen zum Einsatz, die letzte wurde erst 1965 abgestellt. Einzelne weitere Garratts wurden für Bahnen in Belgien, den Niederlanden und der Sowjetunion gebaut, wobei die zwei Exemplare für die belgische SNCV und die Lokomotive der niederländischen LTM ungewöhnlicherweise mit verkleideten Triebwerken als Dampfstraßenbahnlokomotiven gebaut wurden. Das Einzelexemplar der SŽD-Baureihe Я war die nach Gewicht und Abmessungen größte überhaupt je gebaute Garratt-Lokomotive.
Seit der Abstellung der letzten spanischen Garratts Ende der 1960er Jahre gab es in Europa über Jahrzehnte keine betriebsfähigen Lokomotiven dieser Bauart. Einzelne schmalspurige Museumsbahnen haben jedoch inzwischen Garratts im Betrieb. In Europa ist insbesondere die Welsh Highland Railway für ihren Bestand von sieben aus Südafrika und Tasmanien übernommenen Garratts bekannt. In der Schweiz besaß die Schinznacher Baumschulbahn bis 2017 ebenfalls eine südafrikanische Garratt, die auch als LGB-Modell hergestellt wurde. Seit 2022 kommt sie auf der Vale of Rheidol Railway zum Einsatz. 

### Afrika
In Afrika fand die Garratt eine weite Verbreitung, vor allem in Algerien, Südafrika, Rhodesien (dem heutigen Simbabwe) sowie bei der East African Railways (EAR) mit ihrem sich über Uganda, Kenia und Tansania erstreckenden Netz. Weitere Einsatzländer waren mit kleineren Stückzahlen Angola, Äthiopien, Elfenbeinküste, Ghana, Madagaskar, Mauritius, Mosambik, Nigeria, Sambia, Senegal, Sierra Leone, Sudan, die Republik Kongo und die Demokratische Republik Kongo.
Während die – abgesehen von drei Exemplaren einer Bergwerksbahn in 750-mm-Spur – normalspurig ausgeführten Garratts in Algerien bereits Anfang der 1960er Jahre vollständig ausgemustert wurden, setzten die süd- und ostafrikanischen Bahngesellschaften ihre kap- und meterspurigen Garratts noch bis in die 1980er Jahre ein, teils noch deutlich länger. Die Staatsbahnen von Simbabwe verwendeten bis in die 2010er Jahre noch einige Exemplare im Rangierbetrieb. Unter den afrikanischen Garratts waren mit der EAR-Klasse 59 die weltweit größten Meterspurlokomotiven, die zugleich die schwersten je für eine afrikanische Eisenbahn gebauten Dampflokomotiven waren. Auch einige der in Südafrika und  Simbabwe eingesetzten Serien wie die SAR-Klasse GL und die RR-Klasse 20/20A zählten zu den größten je gebauten Garratt-Lokomotiven. Deutlich kleiner waren die Lokomotiven der SAR-Klasse NGG 16, die dennoch die größten für die Spurweite von 610 mm gebauten Dampflokomotiven waren. Die letzten entstanden erst 1968 als – abgesehen von einigen Neubauten für Museums- und Touristikbahnen - letzte je für den regulären Betrieb gebauten Garratts.

### Südamerika
Während in Nordamerika abgesehen von einzelnen importierten Museumsexemplaren keine Garratts eingesetzt wurden, fanden sie in Südamerika eine gewisse Verbreitung. Eingesetzt wurden Garratt-Lokomotiven in Argentinien, Brasilien, Bolivien, Chile, Ecuador, Kolumbien und Peru. Überwiegend blieb es bei einstelligen Stückzahlen, in Argentinien und Brasilien fanden sie dagegen weitere Verbreitung. Die südamerikanischen Garratts wurden überwiegend bereits in den 1950er und 1960er Jahren abgestellt und durch Diesellokomotiven ersetzt.
Die Ferrocarril Austral Fueguino auf Feuerland hat zwei 1994 und 2006 neu gebaute 500 mm-Schmalspur-Garratts der FCAF-Klasse KM in Betrieb.